# جودي مينكس
جودي مينكس (ولدت حوالي عام 1989)، ممثلة إباحية فرنسية. تُعرف بأنها عاملة في مجال الجنس، وحرة الجنس، وناشطة نسوية.

## روابط خارجية
- جودي مينكس على موقع IMDb (الإنجليزية)
- جودي مينكس على موقع قاعدة بيانات الفيلم (الإنجليزية)